# Bahnhof Stuttgart-Obertürkheim
Der Bahnhof Obertürkheim liegt am Streckenkilometer 9,3 der Filstalbahn und ist eine Station im Netz der Stuttgarter S-Bahn. Das Empfangsgebäude steht unter Denkmalschutz. In ihm sind heute Wohnungen und Ladengeschäfte untergebracht.

## Geschichte
Bei der Errichtung der württembergischen Zentralbahn von Stuttgart nach Esslingen erhielt Obertürkheim einen Haltepunkt. Mit seiner Inbetriebnahme am 7. November 1845 war er somit der dritte Bahnhof der Königlich Württembergischen Staatsbahn.
Um das Fundament des einstöckigen Empfangsgebäudes zu festigen, musste am Ailenberg Erde abgetragen werden. Später erhöhte man das Bauwerk um eine weitere Etage. Zudem bekam es links und rechts je einen Seitenflügel. Das Obergeschoss bewohnte der Bahnhofsvorsteher, im Erdgeschoss befand sich neben dem Wartesaal auch von 1855 bis 1899 ein Post- und Telegraphenamt, das für die Gemeinden Obertürkheim, Uhlbach und Hedelfingen zuständig war.
Bereits 1852 baute die Staatsbahn den Streckenabschnitt der Ostbahn zwischen Cannstatt und Plochingen zweigleisig aus. Mit der anbrechenden Industrialisierung in der Weinbaugemeinde erweiterte sich der Bahnhof 1868 um einen Güterschuppen mit einer Verladerampe.
Ab 24. Mai 1912 befand sich die Endhaltestelle der Durchgangslinie der Straßenbahn Esslingen am Neckar, die von der Gesellschaft Eßlinger Städtische Straßenbahn (ESS) betrieben wurde, auf dem Bahnhofsvorplatz. Die Straßenbahn führte von Obertürkheim aus nach Oberesslingen.
Der zunehmende Bahnverkehr machte eine Vergrößerung des Bahnhofs unausweichlich. Das Empfangsgebäude reichte nicht mehr aus. Für den Neubau beauftragte die Direktion der Staatsbahn den Architekten Martin Mayer, der auch das 1915 fertiggestellte Cannstatter Empfangsgebäude entwarf. Im Jahr 1914 begannen die Bauarbeiten. Damit ist es – neben den Bahnhofsgebäuden in Cannstatt und Mettingen – eines der letzten Bauwerke, die die Staatsbahn errichten ließ.
Charakteristisch für den zweistöckigen Sandsteinbau sind die Sprossenfenster und grünen Fensterläden auf der Bahnsteigseite. Die Fassade auf der Straßenseite wirkt mit seinen zwei Eckrisaliten sehr repräsentativ. Die dazwischenliegenden drei Rundfenster im Obergeschoss ähneln denen am Cannstatter Bahnhof. Auf dem Walmdach befinden sich mehrere Gauben. Verzögert durch den Ersten Weltkrieg konnte das Gebäude erst im August 1918 bezogen werden. Der Vorgängerbau, der in unmittelbarer Nähe stand, blieb bis 1929 erhalten.
Am 15. Februar 1919 verlängerte die Straßenbahn Stuttgart ihr Vorortnetz bis zum Obertürkheimer Bahnhofsvorplatz, wodurch die Straßenbahnlinie 26 von Oberesslingen bis zum Stuttgarter Schlossplatz entstand. Am 1. April 1922 erfolgte die Eingemeindung Obertürkheims nach Stuttgart, die zum 1. Dezember 1927 eine Umbenennung des Bahnhofs in Stuttgart-Obertürkheim mit sich führte.
Am 14. Oktober 1931 stellte die Reichsbahn den viergleisigen Ausbau zwischen Cannstatt und Esslingen fertig. Nach der Elektrifizierung der Ostbahn begann am 15. Mai 1933 der Stuttgarter Vorortverkehr bis Esslingen. Die Fahrgastzahlen der Straßenbahnlinie 26 gingen dadurch zurück. Ab 10. Juli 1944 ersetzte der Oberleitungsbus Esslingen am Neckar die Straßenbahn zwischen Obertürkheim und Oberesslingen. Dessen heutige Linie 101 verbindet seither den Bahnhof Obertürkheim mit den Lerchenäckern in Oberesslingen.
1994 stellte die Stuttgarter Straßenbahnen AG die Linie 4 auf normalspurigen Stadtbahnbetrieb um, die seitdem in Untertürkheim endet. Eine Weiterführung bis Obertürkheim blieb aus. Ebenso fand eine Erweiterung des Oberleitungsbusses bis Untertürkheim keinen Zuspruch.
Im Zuge von Stuttgart 21 wurde der Umbau des Stellwerks Obertürkheim 2012 für 3,7 Millionen Euro vergeben (Siemens SpDrS60). Aufgrund von Planänderungen lagen die voraussichtlichen Kosten im September 2016 bei 7,1 Millionen Euro.

### Ausblick
Im Zuge des Projektes „Stuttgart 21“ sollen im Bahnhof Obertürkheim Gleise zurückgebaut, zwei Abstellgleise am nördlichen Rand der Anlage errichtet und die Personenunterführung teilweise umgebaut werden.
Bis 2030 soll die S-Bahn-Station barrierefrei ausgebaut werden. Im Januar 2022 wurden erste Planungsleistungen dafür ausgeschrieben. Der Bahnsteig an den Gleisen 5 und 6 sollen 2028 von 76 auf 96 cm über Schienenoberkante erhöht werden. Erwogen wird auch eine reduzierte Überhöhung.

## Bahnbetrieb
Der Bahnhof wird durch die Linie S1 der S-Bahn Stuttgart bedient. Gleis 5 ist den S-Bahnen Richtung Bad Cannstatt zugeordnet, Gleis 6 denen Richtung Esslingen.
Die Gleise 2 und 4 dienen dem Fern- und Güterverkehr. Die Gleise 1 und 3 wurden abgebaut.
Die Bahnsteige sind durch eine Unterführung zu erreichen, die zwischen dem Bahnhofsvorplatz und dem Park-and-Ride-Parkplatz verläuft.
Der Bahnhof Obertürkheim gehört bei der Deutschen Bahn AG der Preisklasse 4 an.

### S-Bahn
| Linie | Strecke |
| ----- | --- |
| S 1   | Kirchheim (Teck) – Wendlingen – Plochingen – Esslingen – Neckarpark – Bad Cannstatt – Hauptbahnhof – Schwabstraße – Vaihingen – Rohr – Böblingen – Herrenberg (Verstärkerzüge im Berufsverkehr zwischen Esslingen und Böblingen.) |